# Dan Callahan
Daniel Thomas Callahan, detto Dan (Boston, 6 dicembre 1970), è un ex cestista statunitense naturalizzato irlandese, professionista in Europa.